# Каяна (река)
Каяна — река в России (Дагестан), левый приток реки Самур. Протекает по территории Рутульского района.

## География
Река Каяна берёт начало из снежника на горе Бечул и впадает с левого берега в р. Самур в 168 км от устья.
Длина реки 20 км, площадь водосбора 70 км². Общее падение 1630 м. 85 % бассейна лежит на высоте более 2500 метров, средняя высота — 2850 м.
Не имеет значительных притоков.

## Гидрология
Основными источниками питания реки являются тало-дождевые воды. Река относится к группе рек с весенне-летним половодьем и зимней меженью. Наибольшая доля годового стока (60-70 %) проходит в мае-июле. Среднегодовой расход воды — в устье реки составляет 2,24 м³/сек, максимальный 21,4, минимальный 0,49 м³/сек.
Режим реки не изучался.